# Oude school
(De) Oude school is een tekst van Willem Wilmink. Het is een enigszins nostalgische tekst over hoe fijn het vroeger toch op school was met de mijmerende vraag of die school er nog wel is. Wilmink refereerde onder andere aan de wandkaarten met de Aanhouding bij Goejanverwellesluis (die er wellicht nog hangt) en Nederlands Indische taferelen met de desa/dessa (die wellicht inmiddels is weggehaald na de onafhankelijkheid van Indonesië), de loeiende kachel etc. Het lied besluit met het destijds fameuze rijtje van eilanden ten oosten van Java: Bali, Lombok, Soemba etc. Goejanverwellesluis was de titel van een dicht/versjesbundel van Wilmink in 1971.

## Don Quishocking
Pieter van Empelen schreef muziek bij deze tekst voor het cabaretgezelschap Don Quishocking, dat het lied opnam in hun programma Zand in je badpak. Don Quishocking bestond toen uit Anke Groot, Fred Florusse, George Groot, Jacques Klöters begeleid door Pieter van Empelen zelf en Ruud Bos. Opnamen voor de elpee vonden plaats in de Stadsschouwburg in Eindhoven. De elpee werd uitgegeven in 1974. Het liedje verscheen ook op single met op de B-kant Gewetensbezwaren, een door Klöters en Van Empelen bewerkt lied van Franz Joseph Degenhardt (Befragung eines Kriegsdienstverweigerers). De single kreeg de Louis Davidsprijs in 1974 van Stichting Conamus. Het theaterprogramma was een groot succes, maar zorgde ook voor een breuk binnen het gezelschap, die op den duur niet meer geheeld kon worden. Deze uitvoering haalde de hitparades niet, maar stond wel drie jaar in de Radio 2 Top 2000.
| Nummer met noteringen in de NPO Radio 2 Top 2000 | '00  | '01  | '02  |
| ------------------------------------------------ | ---- | ---- | ---- |
| Oude school                                      | 1166 | 1331 | 1815 |

1. ↑  Een vetgedrukt getal geeft de hoogste notering aan.
2. ↑  2000 was het eerste jaar met een notering voor dit nummer.
3. ↑  Deze tabel is bijgewerkt tot en met de laatste editie (2024).

## Andere versies
In 1975 nam Wieteke van Dort het ook op, maar dan met muziek van Harry Bannink. Zij namen het op voor Van Dorts album Een fraai stukje burengerucht met allemaal liedjes van de combinatie Wilmink en Bannink. Het album werd geproduceerd door Frans Boelen. Die versie van Bannink is terug te voeren op het televisieprogramma Wij en de wereld, dat de VARA in 1971 uitzond. Toen was dit lied te horen gezongen door Henk Elsink, maar die versie bereikte nooit het grote publiek (alleen dus via de televisie). In 2008 zong ook Nynke Laverman deze versie voor een album gewijd aan de muziek van Bannink. Ook componist Louis Andriessen schreef een werk De oude school; het is een instrumentaal werk.